# グラディス・フォン
グラディス・フォン（馮皓詩、簡体字: 冯皓诗、拼音: fénghàoshī、Gladys Fung、1988年6月28日-）は、香港出身の女優、モデルである。身長167cm、体重46kg、かに座。TVB、EEGに所属。

## 人物・経歴
- 4歳の頃からバレエを習い始める。現在、バレエを教えることができる免状も持っている。
- ミス香港、国慶節イベント、北区の犯罪撲滅イベントなどにバレエダンサーとして参加。
- 8歳の頃から、子役として数々のドラマや広告に出演。
- 1994年、TVBドラマ「鹿鼎記」に、梁小冰が演じた阿珂の子供時代の役を演じ、一躍有名になった。

## 出演作品

### テレビドラマ
- 1994年：TVBドラマ「鹿鼎記」
- 1996年：TVBドラマ「西遊記」
- 1996年：TVBドラマ「碧血剣」 - 温倩 役
- 1998年：TVBドラマ「難兄難弟之神探李奇」 - 呉愛芳 役
- 2001年：TVBドラマ「美麗人生」 - 四妹 役
- 2001年：TVBドラマ「刑事偵緝当案」
- 2004年：TVBドラマ「同撈同煲」 - 葉家燕 役

### 映画
- 2000年：『友情歲月山鶏故事』 - 駱咏芝 役（梁詠琪が演じた役の子供時代）
- 2006年：『BB計画（邦題：プロジェクトBB）』 - 四妹 役（ジャッキー・チェンが演じたサンダルの妹役）
- 2007年：『男児本色（邦題：インビジブル・ターゲット）』 - 波子 役
- 2008年：『愛・闘大』 - 阿詩 役
- 2008年：『十分。鐘情』
- 2008年：『一個好爸爸』 - 小雪 役

### 広告
- 1994年：イケア
- 2004年：ソニー（紙面広告）
- 2004年：キャセイパシフィック航空

### 参加したミュージックビデオ
- Sun Boy'z - 『衝浪男孩』
- 高遠（ジーン・ガオ） - 『好朋友』
- 關智斌（ケニー・クァン） - 『霊犀』（TVB版）
- ツインズ - 『熱浪假期』（TVB版）
- 梁楽瑤（イザベラ・リョン） - 『説・再見』